# Pere Oller (canonge)
|  | Pel que fa a l'escultor actiu entre 1395 i 1442, vegeu Pere Oller. |

Pere Oller (Tarragona, segle xiv - Tarragona, 1449) va ser un eclesiàstic canonge de la Seu de Tarragona.
Josep Maria Recasens diu que durant el segle xv es va acabar l'hegemonia de la noblesa al Capítol tarragoní, en benefici de la burgesia. I efectivament, Pere Oller va ser un clar exponent de la nova situació. Fill de comerciants, era doctor en Dret i sacerdot, i va accedir al càrrec de vicari general de l'arxidiòcesi tarragonina cap al 1415. El 1420 era regent de la Cambreria, tot i que hi havia un cambrer, Ramon de Barbastre, que exercia el senyoriu de Reus. Va succeir a Ramon de Barbastre el 1424 com a titular de la Cambreria. El títol de Cambrer comportava el domini senyorial de la vila de Reus, ja que la mitra tarragonina tenia els drets de la castlania, la residència al Castell del Cambrer i la totalitat de la senyoria i els delmes pel que fa al terme parroquial. En ser d'origen tarragoní, aquest Cambrer trencava la llarga llista de Cambrers forans, i la cambreria tornava a estar lligada a la vida capitular de la Catedral de Tarragona. Recasens afegeix que la democratització del capítol va portar a la disminució de la bel·licositat dels segles anteriors, tot i que van subsistir les faccions internes.
Pere Oller era la primera autoritat del capítol tarragoní, ja que el 1412 va desaparèixer, per una butlla dita de la "Temporalitat", el càrrec de Paborde. El Cambrer, va passar a ser la primera dignitat. Va exercir el seu càrrec de vicari general, i també el de la cambreria, fins a la seva mort, el 22 de juliol de 1449. Com a Cambrer el va substituir el mestre Joan Pere.